# أنديرس فولكستاد
أنديرس فولكستاد (بالبوكمول: Anders Folkestad) هو نقابي ومدرس نرويجي، ولد في 16 مارس 1949 في Volda Municipality ‏ في النرويج.